# Frank Buschmann
Frank „Buschi“ Buschmann (* 24. November 1964 in Bottrop) ist ein deutscher Fernsehmoderator, Sportreporter und ehemaliger Basketballspieler. Er kommentiert für den Pay-TV-Sender Sky Fußballspiele. Darüber hinaus präsentiert er Ninja Warrior, Top Dog Germany und Eltons 12 für die Mediengruppe RTL.

## Leben und Wirken

### Basketballspieler
Vor seiner Medienlaufbahn spielte Buschmann Basketball in der Oberliga bei Hagen-Boele Basketball und in der 2. Bundesliga bei BG Hagen. Er galt als ein guter Zweitligaspieler und hatte auch Angebote aus der Bundesliga, unter anderem von seinem ehemaligen Verein SSV Hagen und vom TSV Hagen 1860. Nachdem er später noch beim TV Hohenlimburg und in München gespielt hatte, beendete Buschmann mit Ende 20 seine Basketballkarriere und spielte bei den Maxi-Basketballern von Boele-Kabel.

### Sportreporter und Showmoderator
Nach dem Abitur begann Buschmann im Jahr 1987 ein Studium an der Deutschen Sporthochschule Köln und schloss 1993 den Schwerpunkt „Medien und Kommunikation“ als Diplom-Sportwissenschaftler ab. Währenddessen begann seine journalistische Tätigkeit als freier Mitarbeiter in der Sportredaktion von 107.7 Radio Hagen. Für den Sender berichtete er unter anderem von den Olympischen Sommerspielen 1992 in Barcelona.
Für den Sportkanal (zum 1. März 1993 eingestellt) kommentierte Buschmann die wöchentlichen Live-Übertragungen aus der Basketball-Bundesliga. Im August 1993 wechselte er zum DSF (später Sport1). Dort fungierte er bis 2013 als Kommentator und Moderator für Basketballübertragungen von Welt- und Europameisterschaften, Länderspielen sowie von Begegnungen der Basketball-Bundesliga. Wenige Zeit später wurde er Mitglied des Fußballkommentatoren und -moderatoren-Teams des Senders und moderierte unter anderem Bundesliga aktuell und Bundesliga Pur.
Von Sommer 2006 bis Sommer 2007 kommentierte Buschmann die Fußball-Bundesliga beim Pay-TV-Sender Arena, der die Bundesliga-Rechte im Sommer 2007 an Premiere sublizenzierte. In der Bundesligasaison 2009/10 war er für den ehemaligen Telekom Sender LIGA total! tätig. In der Sendung Fantalk auf Sport1 ließ er dienstags abends die Fußballfans aktiv am Geschehen teilnehmen.
Am 9. Juni 2007 war Buschmann erstmals Kommentator bei der ProSieben-Sendung Schlag den Raab mit Stefan Raab und Matthias Opdenhövel, später Steven Gätjen, auch in der Variante Schlag den Star. Ab 2008 kommentierte er auch die Autoball-Welt- und Europameisterschaften von Stefan Raab, ab Oktober 2012 die Kämpfe in der Sendung TV total Quizboxen. Auch nahm er häufig als prominenter Kandidat bei Raabs Sendungen teil, so zum Beispiel an der TV total Stock Car Crash Challenge.
Neben seiner Fernsehtätigkeit moderierte Buschmann 2002 zahlreiche Wahlkampfveranstaltungen der SPD mit Gerhard Schröder. Zudem war Buschmann die Stimme des Coca-Cola-Werbespots zur Euro 2008. In Peking moderierte er bei den Olympischen Sommerspielen 2008 im Deutschen Haus. Von FIFA 11 bis FIFA 15 bildete Buschmann zusammen mit Manfred Breuckmann und ab FIFA 16 acht Jahre lang zusammen mit Wolff-Christoph Fuss das Kommentatoren-Duo in der von Electronic Arts entwickelten Videospielserie FIFA. Darüber hinaus war er in allen WM- und EM-Ablegern zu hören und begleitete die von EA ausgetragenen Bundesliga-Prognosen bis FIFA 19 auf YouTube. Bereits kurz nach dem Release von EA Sports FC 24 2023 kündigte Buschmann an, dass er ab dem nächsten Teil nicht mehr zur Verfügung stehen werde. Für EA Sports FC 25 wurden er und Fuss durch Florian Schmidt-Sommerfeld und Jan Platte ersetzt.
Nach der Basketball-Europameisterschaft 2011 in Litauen kündigte Buschmann seinen vorzeitigen Abschied von der Berichterstattung über die deutsche Basketballnationalmannschaft an. Er stellte gleichzeitig in Aussicht, für den Fall der Vergabe der Basketball-EM 2015 nach Deutschland wieder zur Verfügung zu stehen. Diese wurde später an die Ukraine vergeben. Im Februar 2013 trennten sich Sport1 und Buschmann nach etwa 20 Jahren Zusammenarbeit.
Buschmann ging im Herbst 2013 zur ProSiebenSat.1 Media und kommentierte für die Sendergruppe, neben Schlag den Raab auf ProSieben, einige zu Showzwecken ausgetragene Fußballspiele, wie den Telekom Cup oder die ran-Legendenspiele auf Sat.1, sowie Spiele der UEFA Europa League bei Kabel 1, wobei er gelegentlich auch als Moderator eingesetzt wurde. Außerdem kommentierte Buschmann für das Format Ran im American Football von 2012 bis 2017 den Super Bowl und von 2015 bis 2017 auch die Regular Season sowie Play-off-Spiele der NFL. Von 2023 bis 2024 kommentierte er die NFL auf RTL. Auf seinem YouTube-Kanal Buschi TV präsentierte er ab August 2013 anfangs drei Folgen pro Woche, in denen er mit Fans, Spielern und Experten sprach.
Im April 2014 erschien sein Buch Am Ende kackt die Ente im Edel Verlag, das sich in der Spiegel-Bestsellerliste platzierte. Ab September 2014 moderierte Buschmann auf ran.de die Webshow Buschi geht ran, die im Anschluss an die Fernseh- und Livestreamübertragung der UEFA Europa League übertragen wurde. In der Show empfing er Sportgäste und zeigte einen Rückblick auf die Europa-League-Spiele. Ebenfalls seit 2014 ist Buschmann als Kommentator für Telekom Basketball tätig.
Seit 2016 moderiert er zusammen mit Jan Köppen und Laura Wontorra Ninja Warrior Germany – Die stärkste Show Deutschlands, die auf RTL ausgestrahlt wird. Außerdem kommentierte er 2016 die ProSieben-Show Das ProSieben Auswärtsspiel. Im Oktober 2016 wurde bekanntgegeben, dass er im Sommer 2017 ProSiebenSat.1 TV Deutschland verlassen wird und im Unterhaltungsbereich zur Mediengruppe RTL wechselt, wo er u. a. auch weiterhin bei Ninja Warrior Germany kommentiert. Im Sportbereich kommentiert Buschmann seit der Saison 2017/18 bei Sky u. a. Spiele der Fußball-Bundesliga. 2017 bis 2018 moderierte er die Gameshow The Wall. Im Dezember 2017 übernahm er die Moderation von 5 gegen Jauch und moderierte bis zum April 2018 insgesamt vier Ausgaben der Show.
Von März 2020 bis Mai 2024 produzierte Buschmann gemeinsam mit Florian Schmidt-Sommerfeld den Sport-Podcast Lauschangriff – Endlich was mit Sport. Dort wurde in 208 Folgen jeden Montag über aktuelle Sportthemen berichtet und diskutiert. Zudem waren regelmäßig aktive und ehemalige Sportler zu Gast.
2021 war Buschmann Kommentator bei der RTL-Spielshow Murmel Mania. Während der Basketball-Europameisterschaft 2022 war Buschmann für RTL tätig und berichtete als Kommentator somit erstmals seit 2011 wieder von der deutschen Nationalmannschaft. Am 3. Juni 2022 moderierte er das RTL Turmspringen zusammen mit Jan Köppen und Laura Wontorra.
Im Februar 2024 moderierte er die RTL-Show American Ice Football gemeinsam mit Elton. Bei der Show Schlag den Besten kommentiert er, seit sie 2024 bei RTL ausgestrahlt wird, die Spiele.
Seit 2021 moderiert er mit Jan Köppen Top Dog Germany, bis 2022 auch mit Laura Wontorra. Seit 2024 kommentiert er die RTL-Spielshows Eltons 12 und Stefan & Bully gegen irgendson Schnulli.

### Privates
Buschmann wuchs in Hagen auf. Er ist mit der Sportmoderatorin und -reporterin Lisa Buschmann verheiratet und hat zwei Töchter aus erster Ehe.

## Rezeption
Buschmann wird bisweilen wegen seines „enthusiastischen“ Reportage-Stils kritisiert, während er von anderer Seite gerade deswegen verehrt wird. Der Focus schrieb: „Frank Buschmann kommentiert jede dieser Sendungen mit der ihm eigenen Emotionalität. Dafür lieben ihn die Einen, während die Anderen abschalten.“

## Nominierungen und Auszeichnungen
- 2007: Herbert-Award für die beste Livereportage im Jahr 2006
- 2009: Bronzener Herbert-Award in der Kategorie Bester Sport-Livekommentator
- 2011: Nominierung Grimme-Preis für seine Kommentare bei ProSieben und Sport1[20]
- 2011: Silberner Herbert-Award in der Kategorie Bester Sportmoderator
- 2013: Silberner Herbert-Award in der Kategorie Bester Sportmoderator
- 2013: Herbert-Award in der Kategorie Bester Sportkommentator
- 2013: Nominierung Deutscher Fernsehpreis für ran Football – Der NFL Super Bowl 2013 (zusammen mit Florian Bauer und Alexander Rösner)[21]
- 2015: Deutscher Sportjournalistenpreis in der Kategorie Bester Sportkommentator
- 2019: Deutscher Sportjournalistenpreis in der Kategorie Bester Sportkommentator

## Publikationen
- Am Ende kackt die Ente!: aus dem Leben eines Sportverrückten. Edel Books, Hamburg 2014, ISBN 978-3-8419-0270-2.
- Einfach mal frei Schnauze: mit Buschi unterwegs zu den Großen des Sports Edel Books, Hamburg 2016, ISBN 978-3-8419-0457-7.